# براخسيدس ماتيو ساغستا
براخسيدس ماريانو ماتيو ساغستا وإيسكولار (بالإسبانية: Práxedes Mateo Sagasta)‏ (21 يوليو 1825 – 5 يناير 1903) مهندس مدني وسياسي إسباني واستلم رئاسة الوزراء ثمان مرات بين سنة 1870 و 1902 -وكان خلالها زعيم الحزب الليبرالي- وهو جزء من نظام تداول السلطة السلمي بالتبادل مع حزب المحافظين الذي تزعمه أنطونيو كانوباس. وعرف عنه بالماسونية، واشتهر بامتلاكه موهبة ممتازة بفصاحة لسان.

## السيرة الذاتية
ولد ماتيو ساغاستا في 21 يوليو 1825 في توريسيلا إن كاميروس وهي قرية في منطقة لا ريوخا إسبانيا. أصبح عضوا في حزب التقدم عندما كان طالبا في كلية الهندسة المدنية في مدريد في عام 1848. وقد كان الوحيد في المدرسة الذي رفض التوقيع على رسالة تدعم الملكة إيزابيل الثانية.
وبعد دراسته قام بدور نشط في الحكومة. حيث عمل في الكورتيس الإسباني بين 1854-1857 و 1858-1863. وفي سنة 1866 هرب إلى فرنسا بعد انقلاب فاشل. بعد الثورة الإسبانية 1868، عاد إلى إسبانيا للمشاركة في الحكومة المؤقتة التي أنشئت حديثا.
وفي فترة وصاية ماريا دي هابسبورغ شغل ساغستا منصب رئيس وزراء إسبانيا وجرت خلالها الحرب الإسبانية الأمريكية سنة 1898 (حيث فقدت إسبانيا مستعمراتها المتبقية). وافق ساغاستا على دستور مستقل لكوبا وبورتوريكو. فرأى خصوم ساغاستا السياسيين ذلك أن عمله خيانة لإسبانيا. فقد ألقوا باللوم عليه بهزيمة بلده في الحرب وفقدان أراضيها الجزرية في اتفاقية باريس (1898). وقد واصل نشاطه السياسي لأربع سنوات أخرى.
توفي ساغاستا في 5 يناير 1903 في مدريد.